# Xyloprista hexacantha
Xyloprista hexacantha là một loài bọ cánh cứng trong họ Bostrichidae. Loài này được Fairmaire miêu tả khoa học năm 1892.